# Vier-Nationen-Turnier 2005
Das Vier-Nationen-Turnier 2005 für Frauenfußballnationalteams fand zwischen vom 28. Januar bis zum 1. Februar in der chinesischen Stadt Quanzhou statt.

## Spielergebnisse 2005
China ist Turniersieger auf Grund des Direktvergleiches mit Australien.
| Pl. | Land        | Sp. | S | U | N | Tore    | Diff. | Punkte |
| --- | ----------- | --- | - | - | - | ------- | ----- | ------ |
| 1.  | China       | 3   | 2 | 0 | 1 | 006:300 | +3    | 06     |
| 2.  | Australien  | 3   | 2 | 0 | 1 | 006:300 | +3    | 06     |
| 3.  | Deutschland | 3   | 2 | 0 | 1 | 003:100 | +2    | 06     |
| 4.  | Russland    | 3   | 0 | 0 | 3 | 001:900 | −8    | 0      |

|                 |   |             |     |
| 28. Januar 2005 |   |             |     |
| Deutschland     | – | Australien  | 0:1 |
| China           | – | Russland    | 3:1 |
| 30. Januar 2005 |   |             |     |
| China           | – | Australien  | 3:0 |
| Deutschland     | – | Russland    | 1:0 |
| 1. Februar 2005 |   |             |     |
| Russland        | – | Australien  | 0:5 |
| China           | – | Deutschland | 0:2 |

## Torschützinnen
1. Lisa De Vanna, Kate Gill (AUS), Han Duan (CHN), Renate Lingor (DEU) – je 2 Tore
2. Heather Garriock, Cheryl Salisbury (AUS), Pan Lina, Ren Liping, Ji Ting, Bi Yan (CHN), Britta Carlson (DEU), Galina Komarowa (RUS) – je 1 Tor